# Khí hậu vùng cực

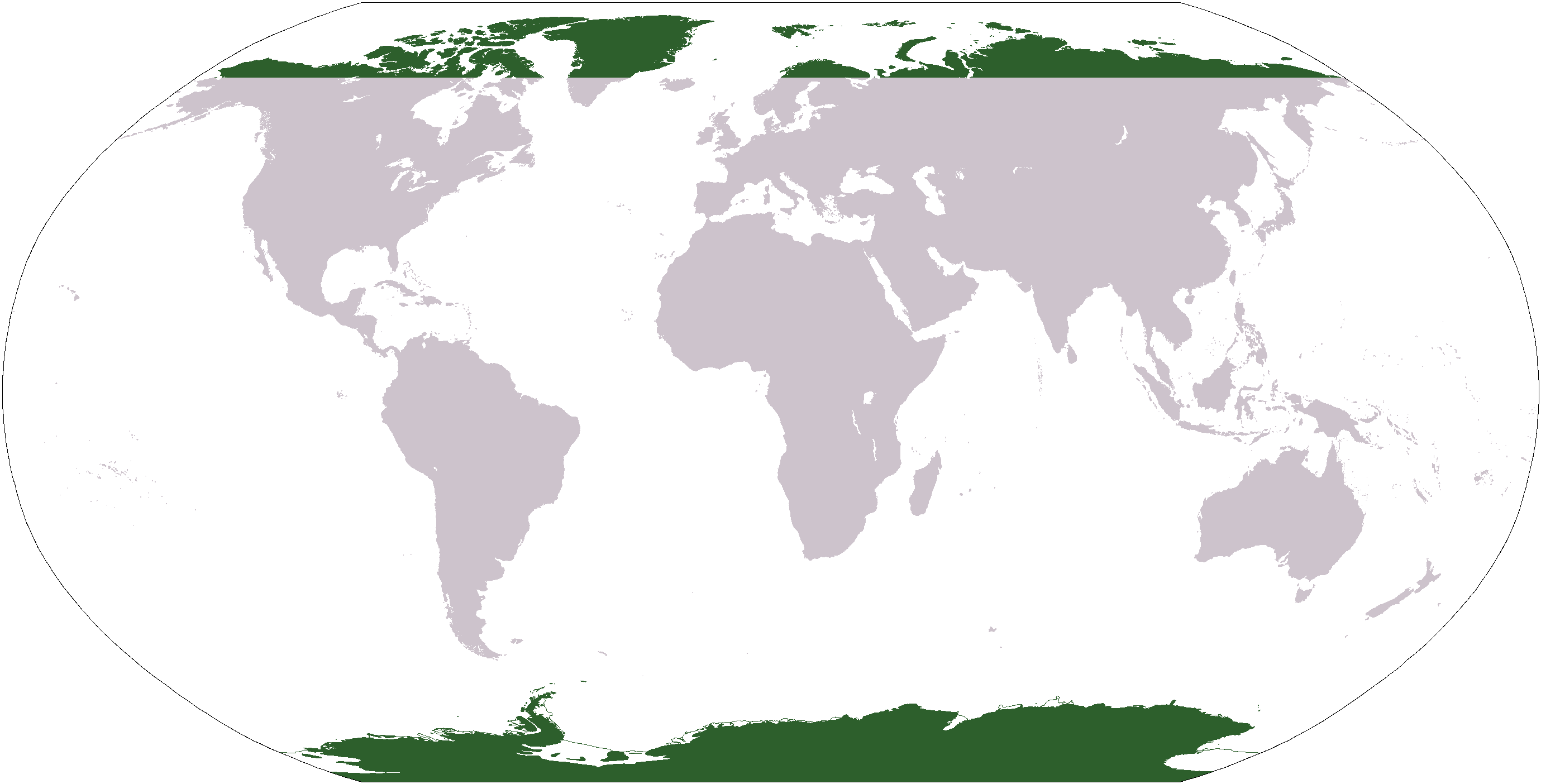
Hai đới lạnh

Hàn đới hay đới lạnh là khu vực địa lý trên Trái Đất với kiểu khí hậu vùng cực nằm trong khoảng từ hai vòng cực đến hai cực. Lượng mưa khá ít chỉ khoảng 500mm.
Các khu vực này được đặc trưng bởi sự thiếu vắng của mùa hè ấm áp, nghĩa là không có các tháng với nhiệt độ trung bình là 10 °C hay cao hơn. Các khu vực có khí hậu vùng cực bao phủ hơn 20% diện tích Trái Đất. Hầu hết các khu vực này đều cách xa đường xích đạo và trong trường hợp đó, ngày mùa đông rất ngắn và ngày hè cực kỳ dài (hoặc kéo dài suốt cả mùa hoặc lâu hơn).
Khí hậu vùng cực bao gồm mùa hè mát mẻ và mùa đông rất lạnh, dẫn đến sự hình thành lãnh nguyên, sông băng hoặc một lớp băng vĩnh cửu hoặc bán vĩnh cửu.

## Các kiểu

Bức xạ từ Mặt Trời có cường độ thấp hơn tại các khu vực vùng cực do nó phải di chuyển xa hơn trong khí quyển và chiếu sáng trên một diện tích lớn hơn.

Có hai kiểu khí hậu vùng cực khác nhau. Ít khắc nghiệt hơn trong số này là khí hậu lãnh nguyên, diễn ra tại những khu vực có ít nhất 1 tháng có nhiệt độ trung bình trên điểm đóng băng (0 °C), trong khi kiểu thứ hai- khắc nghiệt hơn, được biết dưới các tên gọi như "khí hậu chỏm băng" hay "khí hậu băng giá vĩnh cửu"; được đặc trưng bởi nhiệt độ trung bình quanh năm luôn dưới điểm đóng băng.

## Đặc điểm khí hậu
Đới lạnh có khí hậu khắc nghiệt. Mùa đông rất dài, ít khi thấy Mặt Trời, thường xuyên xảy ra bão tuyết dữ dội kèm theo cái lạnh cắt da, nhiệt độ trung bình luôn dưới -10⁰C, thậm chí xuống tới -50⁰C.
Mùa hạ chỉ dài 2-3 tháng, Mặt Trời di chuyển suốt ngày đêm ở đường chân trời, có nơi kéo dài đến 6 tháng. Trong khoảng thời gian này, nhiệt độ có tăng nhưng cũng ít khi vượt quá 10⁰C.
Lượng mưa trung bình năm rất thấp (khoảng dưới 500mm) và chủ yếu mưa ở dạng tuyết rơi (trừ mùa hạ). Mặt đất đóng băng quanh năm, chỉ tan một lớp mỏng trên khi mùa hạ đến.
Ở Bắc cực, mặt biển đóng một lớp băng dày khoảng 10m. Vào mùa hạ,nhiệt độ tăng cao, băng vỡ vụn ra thành các tảng băng trôi. Ở châu Nam Cực và đảo Greenland, băng tuyết đóng thành khiên băng dày đến 1500m. Đến mùa hạ, rìa của các khiên băng trượt xuống biển, vỡ ra tạo thành những núi băng khổng lồ. Nhiều núi băng trôi theo các dòng biển về phía xích đạo hàng năm trời vẫn chưa tan hết.
Hiện nay, Trái Đất đang nóng lên, băng ở hai vùng cực tan chảy bớt, diện tích phủ băng thu hẹp lại dẫn đến hiện tượng nước biển dâng.
Các kiểu khí hậu vùng cực tạo ra kết quả là sự vắng mặt của cây thân gỗ tại những khu vực có khí hậu như vậy, chúng cũng có thể bị che phủ bằng các sông băng hay các lớp băng vĩnh cửu hay bán vĩnh cửu. Trên Trái Đất, châu lục duy nhất mà khí hậu vùng cực cực đại (EF – khí hậu chỏm băng) chi phối là châu Nam Cực. Gần như tất cả diện tích của Greenland cũng có kiểu khí hậu EF này. Những khu vực ven biển khác của châu Nam Cực và Greenland mà không có kiểu khí hậu này thì "chỉ có" kiểu khí hậu lãnh nguyên (ET) ít khắc nghiệt hơn.
Phần xa nhất về phía bắc của đại lục Á-Âu, từ vùng duyên hải xa nhất về phía đông bắc của bán đảo Scandinavia và kéo dài về phía đông tới eo biển Bering, một phần lớn diện tích của miền bắc Siberi và Bắc Iceland có khí hậu lãnh nguyên. Một diện tích lớn ở miền bắc Canada và miền bắc Alaska cũng có khí hậu tương tự, nhưng thay đổi thành khí hậu chỏm băng ở phần xa nhất về phía bắc của Canada. Khu vực xa nhất về phía nam của Nam Mỹ (quần đảo Tierra del Fuego) nơi tiếp giáp với eo biển Drake và các đảo cận kề Nam cực như quần đảo Nam Shetland và quần đảo Falkland có khí hậu lãnh nguyên (ET), với độ khắc nghiệt thấp hơn của kiểu khí hậu tại những khu vực có vĩ độ tương đương tại Bắc bán cầu.
Tại các khu vực khác của Trái Đất, nhiều ngọn núi cao có khí hậu mà trong đó cũng không có tháng nào có nhiệt độ trung bình là 10 °C hay cao hơn, nhưng điều này là do độ cao gây ra, kiểu khí hậu đó được gọi là khí hậu núi cao. Các kiểu khí hậu vùng cực cũng được ghi nhận ở một số hành tinh khác, như Sao Hỏa, với các chỏm băng có thể nhận thấy trên cả hai cực của nó.

## Sự thích nghi của thực vật với môi trường
Ở vùng đài nguyên phương Bắc, khí hậu lạnh quanh năm, thực vật chỉ phát triển được vào mùa hạ ngắn ngủi, trong những nơi thung lũng kín gió. Cây cối còi cọc, thấp lùn, mọc xen lẫn với rong, rêu và địa y, thân mọng nước, cây rụng nhiều lá...

## Sự thích nghi của động vật với môi trường
Các loài động vật đới lạnh thích nghi được với khí hậu khắc nghiệt là nhờ chúng có lớp mỡ dày (hải cẩu, cá voi, cá nhà táng...), lớp lông dày (gấu trắng, cáo tuyết, tuần lộc...) hoặc bộ lông không thấm nước (chim cánh cụt,...). Chúng thường sống thành đàn đông đúc để bảo vệ và sưởi ấm cho nhau. Một số loài dùng hình thức ngủ đông để đỡ tiêu hao năng lượng, số khác di cư đến nơi ấm áp để tránh cái lạnh giá buốt trong mùa đông. Cuộc sống ở đới lạnh sinh động hẳn lên vào mùa hạ khi cây cỏ, rêu, địa y... nở rộ trên đất liền và các sinh vật phù du phát triển mạnh trong đại dương đã tan lớp băng trên mặt, đó là nguồn thức ăn dồi dào cho các loài chim, thú, cá...

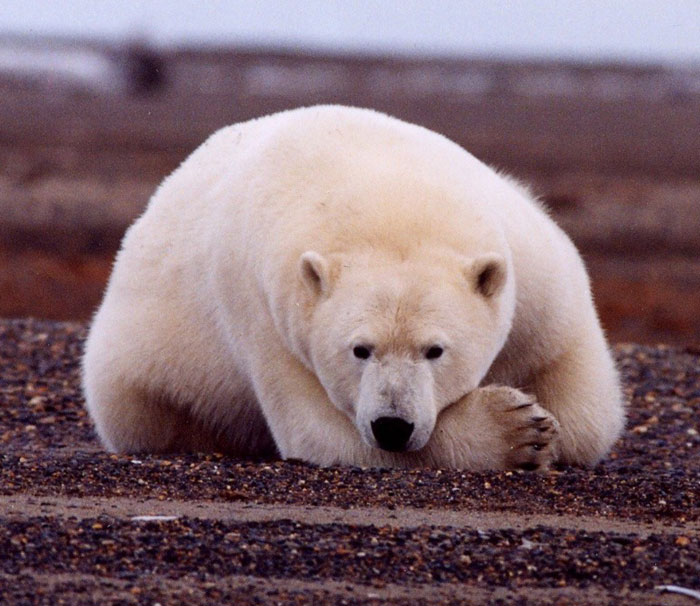
Gấu trắng bắc cực

## Hoạt động kinh tế phương Bắc
Khí hậu khắc nghiệt lạnh lẽo  khiến cho đới lạnh là nơi có rất ít dân. Dù đã thích nghi, các dân tộc sống lâu đời ở phương Bắc cũng chỉ sống được trong các đài nguyên ven biển phía bắc châu Âu, châu Á, Bắc Mĩ. Người Sami ở Bắc Âu & người Chukchi, người Yakut ở Bắc Á chăn nuôi tuần lộc & săn thú có lông quý. Người Inuit ở Bắc Mĩ & ở đảo Greenland sống bằng nghề đánh bắt cá hoặc săn bắt tuần lộc, hải cẩu, gấu trắng... để lấy thịt, da và mỡ để sưởi ấm. Họ di chuyển trên các xe trượt do chó kéo đi.